# ألفرد ويلينغتون سميث
ألفرد ويلينغتون سميث هو سياسي كندي، ولد في 20 مارس 1840، وتوفي في 25 ديسمبر 1907.